# Paul Kuentz
Paul Kuentz est un chef d'orchestre français né le 4 mai 1930 à Mulhouse (France).

## Biographie
De 1947 à 1950, il étudie au conservatoire de Paris, avec Noël Gallon, Georges Hugon et Eugène Bigot. En 1951, il fonde l'orchestre de Chambre Paul Kuentz, avec lequel il effectue de nombreuses tournées en Europe et aux États-Unis, jouant, entre autres, des œuvres orchestrales de Jean-Sébastien Bach à l'église Saint-Séverin, ainsi qu'au Carnegie Hall en 1968.
Paul Kuentz effectue souvent des concerts incluant des artistes français, dont des premières mondiales d'œuvres de Pierre-Max Dubois, Jacques Casterede et Jacques Charpentier. En 1956, il épouse Monique Frasca-Colombier.
En 1972, il fonde le Chœur Paul Kuentz. En 1976, Paul Kuentz est nommé directeur de l'École nationale de musique de Brest. Il y fonde également un chœur dès 1976, ainsi qu'un autre à Lorient en 2004.
Au cours des années, Paul Kuentz devient ami de nombreux instrumentistes réputés et joue avec eux, notamment le violoniste Henryk Szeryng, le violoncelliste Mstislav Rostropovich ou le harpiste Nicanor Zabaleta, avec lequel il enregistre un disque de concertos pour harpe baroque, pour le label Deutsche Grammophon en 1989. Parmi les premiers enregistrements de Paul Kuentz, figurent la Passion selon Saint Jean de Bach, paru en 1987 en 2 CD chez Pierre Verany. D'autres enregistrements de l'œuvre de Bach suivent.
Paul Kuentz enregistre aussi avec d'autres orchestres, ou bien avec son orchestre et un autre ensemble. Son enregistrement de Carmina Burana, de Carl Orff, a été interprété par son propre ensemble et l'Orchestre des Concerts du Conservatoire. La plupart des publications de disques de Paul Kuentz sont des rééditions d'enregistrements plus anciens.

## Enregistrements
- Ravel, Debussy, Haendel, Albrechtsberger. Nicanor Zabaleta (harpe), Orchestre de chambre Paul Kuentz, DGG LP139 304, 1967.
- Mozart: Requiem et Messe du Couronnement, avec Barbara Schlick (soprano), Gisela Pohl (alto), Alexander Stevenson (ténor), Philip Langshaw (basse); Choeur et Orchestre Paul Kuentz. Enregistrés les 24 (répétition générale) et 25 juin (concert) 1991 à l'église Saint-Étienne-du-Mont à Paris[1].
- Marc-Antoine Charpentier, Te Deum H.146, Jean Sébastien Bach, Magnificat BWV - 243, Hélène Obadia, soprano 1, Brigitte Vinson, soprano 2, Madeleine Jalbert, alto, Hervé Lamy, ténor, Philipp Langshaw, basse, Orchestre et Chorale Paul Kuentz, dir. Paul Kuentz. CD Pierre Vérany PV 730048 (p. 1994 -  c. 1995)
- Vivaldi: Narciso Yepes - Takashi et Silvia Ochi - Monique Frasca-Colombier, Orchestre Paul Kuentz - Paul Kuentz – Version intégrale des concerts pour luth et mandoline.
  - DG 2530.211•f1 – Concerto pour guitare (originellement pour luth) en ré majeur, P. 209  – Concerto pour viole d’amour et guitare (originellement pour luth) en ré mineur, P. 226
  - DG 2530.211•f2  – Concerto pour mandoline en ut majeur, P. 134  – Concerto pour 2 mandolines en sol majeur, P. 133  – Concerto pour 2 mandolines, 2 guitares (orig. théorbes), 2 flûtes, 2 bassons, 2 violons et violoncelle en ut majeur, P. 16
  - Pochette disponible ici.